# Septimiu Marius Costin
Septimiu Marius Costin (n. 2 august 1946, Târgu Mureș - 2014),  a fost un deputat român în legislatura 1990-1992, începând de la data de 17 februarie 1992, ales în județul Brașov pe listele partidului FSN. Deputatul Septimiu Marius Costin l-a înlocuit pe deputatul Octavian Enache după demisia acestuia.